# Loisance
Die Loisance (auch: Loysance) ist ein Fluss in Frankreich, der im Département Ille-et-Vilaine in der Region Bretagne verläuft. Sie entspringt unter dem Namen Ruisseau de Fretay im Gemeindegebiet von Le Châtellier, entwässert generell Richtung West bis Nordwest durch die alte Kulturlandschaft Coglais und mündet nach rund 30 Kilometern im Gemeindegebiet von Antrain als rechter Nebenfluss in den Couesnon. In ihrem Oberlauf wird sie wiederholt aufgestaut und Wasser in unterirdischen Aquädukten abgezweigt.

## Orte am Fluss
(Reihenfolge in Fließrichtung)
- Le Châtellier
- Saint-Germain-en-Coglès
- Saint-Étienne-en-Coglès
- Saint-Brice-en-Coglès
- Antrain